# Lokomotiva TKh2

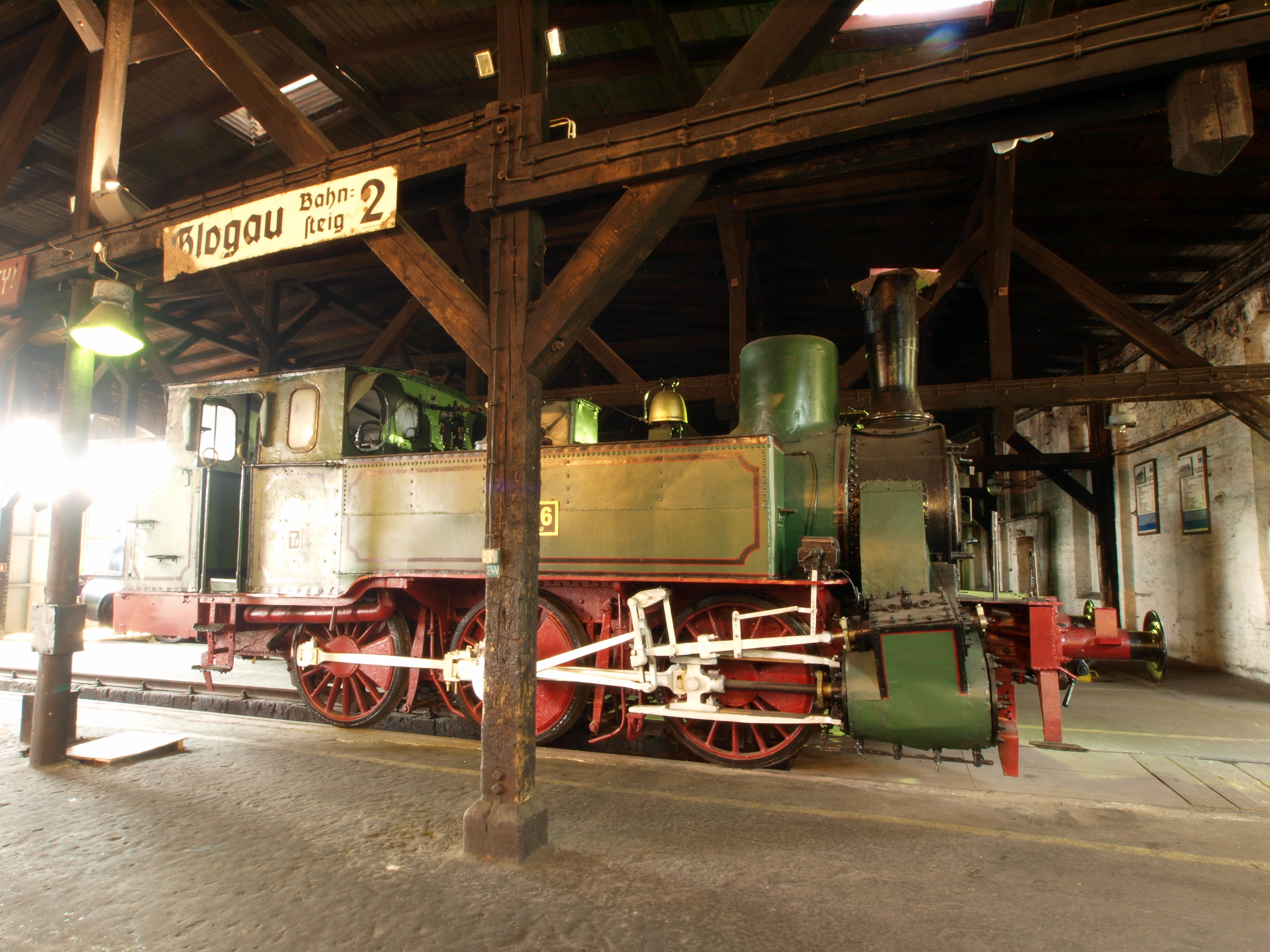
Lokomotiva TKh2-12 v rotundě muzea Jaworzyna Śląska

TKh2 je polská parní lokomotiva, vyráběná v letech 1881 až 1903 v továrně Hohenzollern v Düsseldorfu. Lokomotivy tohoto typu byly používány především k přepravě zboží při výrobě a zpracování uhlí. Bylo vyrobeno asi 411 kusů.